# Echeveria schaffneri
Echeveria schaffneri är en fetbladsväxtart som först beskrevs av S. Wats., och fick sitt nu gällande namn av Joseph Nelson Rose. Echeveria schaffneri ingår i släktet Echeveria och familjen fetbladsväxter. Inga underarter finns listade i Catalogue of Life.